# Peter Cklamovski
Peter Cklamovski (Sydney, 16 ottobre 1978) è un allenatore di calcio ed ex calciatore australiano, di ruolo centrocampista, commissario tecnico della nazionale malaysiana.

## Carriera

### Allenatore
Dopo averlo conosciuto nel 2004, ha lavorato per molti anni nello staff tecnico di Ange Postecoglou, con cui ha condiviso le esperienze con Panachaïkī, Melbourne Victory, nazionale australiana e Yokohama Marinos. Il 14 dicembre 2019 viene annunciato come nuovo tecnico dello Shimizu S-Pulse, venendo esonerato nel successivo mese di novembre, dopo una stagione negativa, con solo tre vittorie conquistate. Il 30 aprile 2021 diventa l'allenatore del Montedio Yamagata, con cui si mette subito in mostra, conquistando un'incredibile striscia di dieci vittorie e un pareggio nelle prime 11 partite di campionato allenate. Viene esonerato il 2 aprile 2023, dopo aver perso cinque partite consecutive, lasciando il club di Yamagata con la migliore media punti a partita della sua storia.
Il 18 giugno seguente sostituisce Albert Puig sulla panchina del FC Tokyo; il 19 novembre 2024 annuncia l'addio al club della capitale giapponese al termine della stagione. Il 16 dicembre seguente diventa il nuovo commissario tecnico della Malaysia.